# Ji Lupi
Ji Lupi o Chi Lupi (χ Lup / 5 Lupi / HD 141556) es una estrella de la constelación de Lupus, el lobo, de magnitud aparente +3,97.
Está situada a 210 años luz de distancia del sistema solar.
Ji Lupi es una estrella binaria cuyas componentes están separadas 0,21 UA y su período orbital es de 15,2565 días. La estrella principal es una subgigante azul de tipo espectral B9IV y 10.650 K de temperatura efectiva.
Tiene una luminosidad 90 veces mayor que la del Sol y una masa de unas 3 masas solares.
La estrella acompañante es una estrella blanca de la secuencia principal de tipo A2V y 9.200 K de temperatura.
Es 25 veces más luminosa que el Sol y tiene el doble de su masa.
La edad de este joven sistema estelar es inferior a 250 millones de años.
La estrella principal es un ejemplo notable de estrella de mercurio-manganeso. Estas son estrellas que presentan contenidos especialmente altos de ciertos elementos químicos en su espectro. En el caso de Ji Lupi, la proporción de platino y oro es varios miles de veces mayor que en el Sol, mientras que la proporción de mercurio llega a ser en torno a un millón de veces superior. Por el contrario, la cantidad de calcio es inusitadamente baja. Como en otras estrellas de esta clase, esto se debe a un proceso de difusión, en donde en una atmósfera estelar relativamente en calma, algunos elementos suben a la superficie por radiación mientras que otros son arrastrados hacia el interior por la acción de la gravedad.
A su vez, la estrella secundaria es una estrella con líneas metálicas similar a la componente secundaria de Cástor (α Geminorum).